# Amfitèrids
Els amfitèrids (Amphitheriidae) són una família extinta de mamífers que visqueren al Vell Món durant el Juràssic mitjà, fa aproximadament 165 milions d'anys. Se n'han trobat restes fòssils al Kirguizstan, el Marroc, el Regne Unit i Rússia. Es tracta de l'única família de l'ordre dels amfitèrides (Amphitheriida). Eren cladoteris més derivats que els driolèstides i relacionats de prop amb els peramúrids. La seva dentadura representa una etapa clau en l'evolució de les molars tribosfèniques.